# 放心去旅行
《放心去旅行》，是台灣國語流行創作歌手羅文裕於2014年7月30日發行的個人單曲EP。

## 專輯介紹
這首歌曲即沒有宣傳及推廣，也不是專輯近期，文裕看到許多意外災難發生，想用自己所感觸的心情有感而發的寫了這首歌曲來安撫人心卻不知覺獲得極大的好評和積極的回應。歌曲短短3天在QQ點播率就高達2百80萬驚人的消息。

## 曲目
| 曲序 | 曲目       |        | 作曲   | 时长 |
| ---- | ---------- | ------ | ------ | ---- |
| 1.   | 放心去旅行 | 羅文裕 | 羅文裕 | 3:34 |

## 外部連結
- 放心去旅行的新浪微博
- 放心去旅行的Facebook專頁
- YouTube上的放心去旅行頻道